# الجدل حول البريد الإلكتروني لوحدة البحوث المناخية

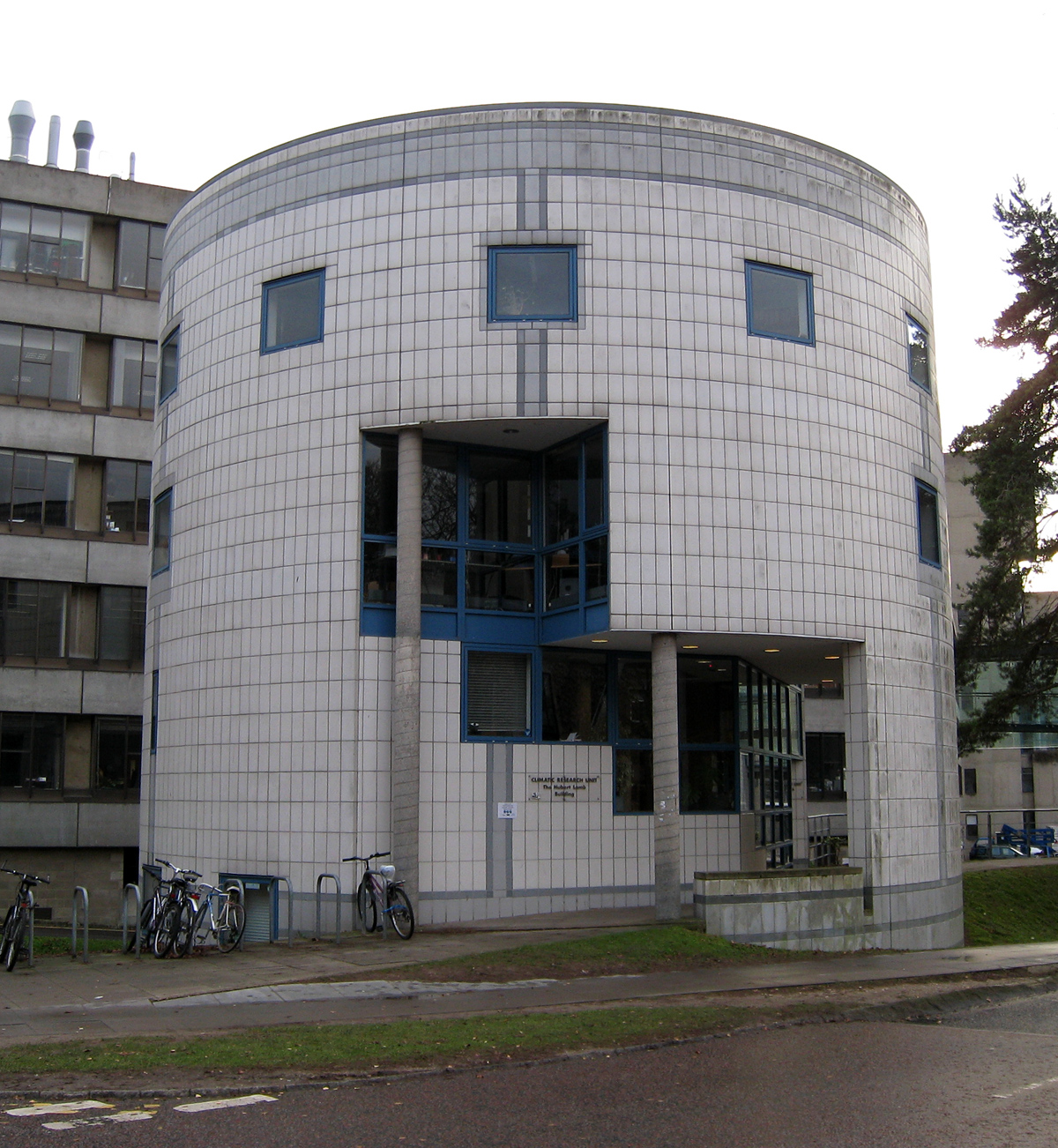
بدأ الجدل حول البريد الإلكتروني لوحدة البحوث المناخية (المعروف أيضًا باسم «Climategate») في نوفمبر 2009

بدأ الجدل حول البريد الإلكتروني لوحدة البحوث المناخية (المعروف أيضًا باسم «Climategate») في نوفمبر 2009 عندما اخترق مهاجم خارجي خادم في وحدة البحوث المناخية في جامعة إيست أنجليا ونسخ آلاف الرسائل الإلكترونية وملفات الحاسوب (وثائق وحدة البحوث المناخية) إلى مواقع مختلفة على شبكة الإنترنت قبل عدة أسابيع من قمة كوبنهاغن المعنية بتغير المناخ.
فُضحت القصة لأول مرة من قبل منكري التغير المناخي، إذ روج كاتب العمود جيمس ديلينغبول لمصطلح «Climategate» لوصف الجدل. جادلوا بأن رسائل البريد الإلكتروني أظهرت أن الاحتباس الحراري كان مؤامرة علمية وأن العلماء تلاعبوا ببيانات المناخ وحاولوا قمع النقاد. رفضت وحدة البحوث المناخية هذا، قائلة إن رسائل البريد الإلكتروني قد أخرِجت عن سياقها. وأكد مدققو الحقائق أن منكري تغير المناخ حرفوا محتويات رسائل البريد الإلكتروني.
التقطت وسائل الإعلام الرئيسية القصة، مع بدء المفاوضات بشأن التخفيف من آثار تغير المناخ في كوبنهاغن في 7 ديسمبر 2009. وبسبب التوقيت، قال العلماء وصانعو السياسات وخبراء العلاقات العامة إن إطلاق الرسائل الإلكترونية هو حملة تشويه تهدف إلى تقويض مؤتمر المناخ. ردًا على الجدل، أصدرت الرابطة الأمريكية لتقدم العلوم، والجمعية الأمريكية للأرصاد الجوية، واتحاد العلماء المهتمين بيانات تدعم الإجماع العلمي على أن متوسط درجة حرارة سطح الأرض كان يرتفع منذ عقود، مع استنتاج للرابطة الأمريكية لتقدم العلوم: «بناء على عدة أدلة علمية فتغير المناخ العالمي الناجم عن الأنشطة البشرية مستمر الآن... إنه تهديد متزايد للمجتمع».
حققت ثماني لجان في الادعاءات ونشرت تقارير، ولم تجد أي دليل على الغش أو سوء السلوك العلمي. وخلال التحقيقات بقي الإجماع العلمي على أن الاحتباس الحراري يحدث نتيجة للنشاط البشري دون تغيير.

## الجدول الزمني للحادث الأولي
بدأ الحادث عندما اخترِق خادم تستخدمه وحدة الأبحاث المناخية في «هجوم متطور ومنسق بعناية»، وجرى الحصول على 160 ميغا بايت من البيانات من بينها أكثر من 1000 رسالة بريد إلكتروني و3000 وثيقة أخرى. ذكرت جامعة إيست أنجليا أن الخادم الذي أخِذت منه البيانات لم يكن من الممكن الوصول إليه بسهولة، ولا يمكن أن تنشر البيانات عن غير قصد. وأضافت شرطة نورفولك فيما بعد أن الجناة استخدموا أساليب شائعة في أنشطة الإنترنت غير المشروعة، تهدف إلى عرقلة التحريات اللاحقة. اكتشِف الاختراق لأول مرة في 17 نوفمبر 2009 بعد اختراق خادم موقع RealClimate أيضًا وتحميل نسخة من البيانات المسروقة هناك. قال غافين شميت من RealClimate إن لديه معلومات تفيد بأن الملفات قد حصلوا عليها من خلال «اختراق خادم البريد الاحتياطي لوحدة البحوث المناخية». في نفس الوقت تقريبًا، ظهر تعليق قصير على مدونة Climate Audit التابعة لستيفن ماكنتاير قال فيه «لقد حدثت معجزة».
في 19 نوفمبر نُسخ ملف أرشفة يحتوي على البيانات إلى عدة مواقع عبر الإنترنت. وصف منشور مجهول من عنوان بروتوكول الإنترنت في المملكة العربية السعودية إلى المدونة المتشككة في المناخ The Air Vent المادة بأنها «اختيار عشوائي للمراسلات والرموز والوثائق»، مضيفًا أن علم المناخ «مهم جدًا بحيث لا يمكن إبقائه طي الكتمان». في نفس اليوم، أرسل ستيفن ماكنتاير، من مدونة Climate Audit، رسالة بريد إلكتروني داخلية إلى موظفي وحدة البحوث المناخية تحذر من أن «منكري التغير المناخي» قد حصلوا على «كمية كبيرة من الملفات ورسائل البريد الإلكتروني». أعطى تشارلز روتر، مدير مدونة ?Watts Up With That المتشككة بالمناخ، والتي كانت أول من حصل على رابط تنزيل الملفات، نسخة إلى زميله في الشقة ستيف موشر. تلقى موشر تدوينة من المخترق يشكو من عدم حدوث شيء وأجاب: «يحدث الكثير خلف الكواليس. إنه أمر لا يمكن تجاهله. يجري الكثير من التنسيق بين الجهات الفاعلة الرئيسية ووسائط الإعلام. شكرًا جزيلًا لك. سوف تلاحظ بدايات النشاط في مواقع أخرى الآن. هنا قريبا للمتابعة». بعد ذلك بوقت قصير، بدأ نشر رسائل البريد الإلكتروني على نطاق واسع في مدونات منكري التغير المناخي. في 20 نوفمبر ظهرت القصة في وسائل الإعلام الرئيسية.
وأكدت شرطة نورفولك لاحقًا أنها «تحقق في جرائم جنائية تتعلق بخرق بيانات في جامعة إيست أنجليا» بمساعدة وحدة الجريمة الإلكترونية المركزية بشرطة العاصمة، ومكتب مفوض المعلومات، والفريق الوطني للتطرف المحلي. وتعليقًا على مشاركة الفريق الوطني للتطرف المحلي، قال متحدث باسمه: «في الوقت الحالي لدينا ضابطا شرطة يساعدان نورفولك في تحقيقاتهم، وقدمنا أيضًا خبرة قضائية محوسبة. وفي حين أن هذه ليست مسألة تطرف محلي تمامًا، لكننا كوحدة شرطة وطنية لدينا الخبرة والموارد للمساعدة في هذا التحقيق، فضلًا عن معرفة الخلفية الجيدة بقضايا تغير المناخ فيما يتعلق بالتحقيقات الجنائية». ومع ذلك، حذرت الشرطة من أن «التحقيقات الرئيسية من هذا النوع يجب بالضرورة أن تكون مفصلة للغاية ونتيجة لذلك يمكن أن تستغرق وقتًا للوصول إلى نتيجة». وفي 18 يوليو 2012 قررت شرطة نورفولك أخيرًا إغلاق تحقيقاتها لأنها لم يكن لديها «احتمال واقعي لتحديد هوية الجاني أو الجناة، وبدء الإجراءات الجنائية في إطار القيود الزمنية التي يفرضها القانون». وقالوا أيضًا إن الهجوم نُفذ «عن بعد عن طريق الإنترنت» وأنه «لا يوجد دليل يشير إلى تورط أي شخص يعمل في جامعة إيست أنجليا أو يرتبط بها في الجريمة».

## محتوى الوثائق
تضمنت المواد أكثر من 1000 رسالة بريد إلكتروني، و 2000 وثيقة، بالإضافة إلى الشيفرة المصدرية للبرنامج المتعلق بأبحاث الاحتباس الحراري، والتي تغطي الفترة منذ عام 1996 وحتى عام 2009. وفقًا لتحليل في صحيفة الغارديان، كانت الغالبية العظمى من رسائل البريد الإلكتروني من أو إلى أربعة علماء مناخ: فيل جونز، رئيس وحدة البحوث المناخية، وكيث بريفا، عالم المناخ في الوحدة والمتخصص في تحليل حلقات الأشجار، وتيم أوزبورن، مصمم نماذج المناخ في الوحدة؛ ومايك هولم، مدير مركز تيندال لأبحاث الاحتباس الحراري. كان الأربعة إما مستلمين أو منشئين لجميع رسائل البريد الإلكتروني البالغ عددها 1073 باستثناء 66 رسالة، مع إرسال معظم رسائل البريد الإلكتروني المتبقية من القوائم البريدية. أرسِل عدد قليل من رسائل البريد الإلكتروني الأخرى من قبل، أو إلى، موظفين آخرين في وحدة البحوث المناخية. كتب جونز، وبريفا، وأوزبورن، وهولم أوراق علمية رفيعة المستوى حول تغير المناخ استشهِد بها في تقارير الهيئة الحكومية الدولية المعنية بالاحتباس الحراري.
تتعلق معظم رسائل البريد الإلكتروني بالجوانب التقنية والدنيوية لأبحاث المناخ، مثل تحليل البيانات وتفاصيل المؤتمرات العلمية. يشير تحليل الغارديان لرسائل البريد الإلكتروني إلى أن المخترق صفى هذه الرسائل. استهدِف أربعة علماء وظهرت حبكة المؤامرة من خلال كلمات «البيانات» و«المناخ» و«الورق» و«البحث» و«درجة الحرارة» و«النموذج» التي كانت سائدة. ركز الجدل على عدد صغير من رسائل البريد الإلكتروني، وانتقت مواقع منكري التغير المناخي عبارات معينة، مثل تلك التي قال فيها كيفن ترينبيرث، «الحقيقة هي أننا لا نستطيع تفسير قلة الاحتباس الحراري في الوقت الحالي وإنها لمهزلة أننا لا نستطيع». كان هذا في الواقع جزءًا من نقاش حول الحاجة إلى مراقبة أفضل لتدفقات الطاقة التي لها صلة في تقلب المناخ على المدى القصير، ولكن النقاد أساؤوا فهمها بشكل صارخ.